# Gornji Turni
Gornji Turni es una localidad de Croacia situada en el municipio Delnice, en el condado de Primorje-Gorski Kotar. Según el censo de 2021, tiene una población de 9 habitantes.

## Demografía
| Gráfica de población de Gornji Turni 1857-2021                      |
|                                                                     |
| Según los censos de población de la Oficina de Estadísticas Croata. |